# Frazione unitaria
In matematica, una frazione unitaria (1⁄n) è una frazione avente numeratore unitario e al denominatore un intero positivo (n), del quale non rappresenta altro che il reciproco; può essere scritta quindi nella notazione più classica {\displaystyle {\frac {1}{n}}} (con il numero sotto la linea di frazione) o {\displaystyle n^{-1}} (con il numero elevato a esponente negativo).

## Definizione corretta di Unità Frazionaria
L'unità frazionaria 1/n è una delle n parti uguali in cui è stato diviso un intero.

## Operazioni elementari
- Somma algebrica (somma e differenza): {\displaystyle {\frac {1}{a}}\pm {\frac {1}{b}}={\frac {b\pm a}{ab}}}
  - sommatoria
- :{\displaystyle \sum _{i=1}^{n}{\frac {1}{a_{i}}}={\frac {\sum _{i=1}^{n}{\frac {a_{1}\dots a_{n}}{a_{i}}}}{a_{1}\dots a_{n}}}}; ottimizzando con il minimo comune multiplo {\displaystyle {\mbox{mcm}}(a_{1},...,a_{n})} si ha la forma {\displaystyle ={\frac {\sum _{i=1}^{n}{\frac {\mbox{mcm}}{a_{i}}}}{\mbox{mcm}}}}
  - se {\displaystyle a} è costante
- :{\displaystyle \sum _{i=1}^{n}{\frac {1}{a}}={\frac {n}{a}}}
- Moltiplicazione: {\displaystyle {\frac {1}{a}}\times {\frac {1}{b}}={\frac {1}{ab}}}
  - produttoria
- :{\displaystyle \prod _{i=1}^{n}{\frac {1}{a_{i}}}={\frac {1}{a_{1}\dots a_{n}}}}
  - se {\displaystyle a} è costante
- : {\displaystyle \prod _{i=1}^{n}{\frac {1}{a}}={\frac {1}{a^{n}}}}
- Divisione:{\displaystyle {\frac {1}{a}}\div {\frac {1}{b}}={\frac {b}{a}}}

Le dimostrazioni possono essere ottenute facilmente attraverso la notazione esponenziale {\displaystyle a^{-1}}.

## Serie infinita
La serie infinita di tutte prime n frazioni unitarie è detta serie armonica
{\displaystyle \sum _{n=1}^{\infty }{\frac {1}{n}}=1+{\frac {1}{2}}+{\frac {1}{3}}+{\frac {1}{4}}+{\frac {1}{5}}+...+{\frac {1}{n}}+...}
e, contrariamente a quanto ci si potrebbe aspettare, diverge a più infinito ({\displaystyle +\infty })